# 梯明尹
梯明尹（192年—299年）緬甸語：旧译名：低蒙苴 罗马拼音：Htiminyin，骠绍梯王之子，母为底里山黛维。其于小历164年（公元242年）继位。在位五十七年，事迹不详。
| 前任： 骠绍梯 | 阿梨摩陀国君主 242年-299年 | 繼任： 尹明拜 |